# Hyphoderma
Hyphoderma Wallr. (strzępkoskórka) – rodzaj grzybów z rzędu żagwiowców (Polyporales).

## Charakterystyka
Grzyby kortycjoidalne o bazydiokarpie rozpostartym, rozproszonym, przyrośniętym, w stanie świeżym często skórzastym. Hymenofor gładki, hydnoidalny lub guzkowaty, zwykle o barwie białej do żółtawej z odcieniami ochrowymi lub brązowymi. System strzępkowy monomityczny, rzadko dimityczny, strzępki zwykle ze sprzążkami. Często występują leptocystydy. Podstawki prawie cylindryczne, ze zwężeniem na środku, z 4 sterygmami i ze sprzążką w podstawie. Bazydiospory cylindryczne, elipsoidalne lub prawie kuliste, gładkie, cienkościenne, z gutulami, nieamyloidalne.
Hyphoderma to liczny w gatunki i heterogeniczny rodzaj, ale zwykle łatwy do rozpoznania po dużych, gładkich bazydiosporach, podstawkach ze zwężeniem na środku i strzępkach ze sprzążkami. Filogenetyczne analizy pokazują, że Hyphoderma nie jest monofiletyczna i konieczne są dalsze badania.
Gatunki rodzaju Hyphoderma należą do grzybów odżywiających się nicieniami (grzyby nematopatogeniczne). Nie mają jak inne nematopatogeny specjalnych struktur do ich łapania, lecz zabijają je za pomocą substancji chemicznych. Zaatakowane nicienie giną w ciągu 2 godzin, po czym grzyb wytwarza strzępki wnikające do ich ciała i pobierające potrzebne mu substancje odżywcze.

## Systematyka i nazewnictwo
Pozycja w klasyfikacji według Index Fungorum: Hyphodermataceae, Polyporales, Incertae sedis, Agaricomycetes, Agaricomycotina, Basidiomycota, Fungi.
Synonimy naukowe: Kneiffia Fr., Kneiffiella Underw., Lyomyces P. Karst., Metulodontia Parmasto, Neokneiffia Sacc., Pycnodon Underw.
Polską nazwę nadał Władysław Wojewoda w 1973 r., wcześniej Franciszek Błoński wprowadził nazwę szczotnik.
Gatunki występujące w Polsce
- Hyphoderma incrustatum K.H. Larss. 1998[6]
- Hyphoderma litschaueri (Burt) J. Erikss. & Å. Strid 1975 – strzępkoskórka kremowa
- Hyphoderma medioburiense (Burt) Donk 1957[6]
- Hyphoderma nemorale K.H. Larss. 1998[6]
- Hyphoderma obtusiforme J. Erikss. & Å. Strid 1975 – strzępkoskórka luźnostrzępkowa
- Hyphoderma occidentale (D.P. Rogers) Boidin & Gilles 1994[6]
- Hyphoderma obtusum J. Erikss. 1958 – strzępkoskórka białawoszara
- Hyphoderma roseocremeum (Bres.) Donk 1957 – strzępkoskórka różowokremowa
- Hyphoderma setigerum (Fr.) Donk 1957 – strzępkoskórka szczeciniasta
- Hyphoderma tibia K.H. Larss., Grosse-Brauckm. & Jean Keller 1998 – strzępkoskórka tatrzańska
- Hyphoderma transiens (Bres.) Parmasto 1968[7]
- Hyphoderma sibiricum (Parmasto) J. Erikss. & Å. Strid 1975[6]
- Hyphoderma transiens (Bres.) Parmasto 1968[6]

Nazwy naukowe na podstawie Index Fungorum. Nazwy polskie według Władysława Wojewody. Wykaz gatunków według W. Wojewody (bez przypisów) i innych.